# تانجونگ بونگا
تانجونگ بونگا (به انگلیسی: Tanjung Bungah) (همچنین به صورت Tanjong Bungah نوشته می‌شود) منطقۀ مسکونی در حومۀ شهر جرج تاون ایالت پنانگ، مالزی است. این منطقه به فاصلهٔ ۶٫۵ کیلومتری (۴ مایلی) شمال غربی مرکز شهر، در امتداد ساحل شمالی جزیره پنانگ، میان باتو فرینگی و تانجونگ توکونگ واقع شده‌است. تانجونگ بونگا همچنین به عنوان یک مقصد ساحلی، که دارای چندین هتل واستراحتگاه در سواحل منطقه است، شناخته می‌شود. ضمن اینکه چندین دهه توسعه شهری، منجر به رشد سریع ساختمان‌های مسکونی بلند مرتبه در تانجونگ بونگا شده‌است.
اضافه بر این، حومۀ منطقه محل سکونت تعداد قابل توجه ای از جمعیت مهاجرین است، در سال ۲۰۱۰، خارجی‌ها ۵٫۷ درصد از جمعیت تانجونگ بونگا را تشکیل می‌دادند. دردههٔ ۱۹۶۰ و ۱۹۷۰، تعدادی از افراد نیروی هوایی سلطنتی استرالیا که در پنانگ مستقر بودند، در اینجا ساکن بودند.
به علت قرار داشتن در امتداد ساحل شمالی جزیره پنانگ، تانجونگ بونگا به خاطر سونامی اقیانوس هند در سال ۲۰۰۴ متحمل خسارت فراوانی شد.

## جاذبه‌های گردشگری
- مسجد شناور پنانگ
- کالج جنرال